# 神奈川県の灯台一覧
神奈川県の灯台一覧とは、神奈川県にある灯台、照射灯、浮標灯等をまとめた一覧である。

## 灯台
- 横浜廃油処理場灯台 京浜港横浜区（廃油処理場桟橋外端）
- 鶴見灯台 京浜港横浜区（扇島の西端）
- 横浜安善町地先シェルルブリカンツジャパンA灯台 京浜港横浜区（鶴見信号所の北東方約1.0キロメートル）
- 横浜安善町地先シェルルブリカンツジャパンB灯台 京浜港横浜区（鶴見信号所の北東方約1.4キロメートル）
- 安房埼灯台 神奈川県三浦市（城ヶ島安房埼）
- 城ヶ島灯台 神奈川県三浦市（城ヶ島長津呂埼）
- 剱埼灯台 神奈川県三浦市（剱埼）
- 間口港灯台 神奈川県三浦市（剱埼灯台の北東方約210メートル）
- 諸磯埼灯台 神奈川県三崎市（諸磯埼）
- 海獺島灯台 神奈川県横須賀市（海獺島）
- 観音埼灯台 神奈川県横須賀市（観音埼）
- 葉山灯台 神奈川県三浦郡葉山町（湘南港灯台の東南東方約7.6キロメートル）
- 湘南港灯台 神奈川県藤沢市（湘南港防波護岸外端）
- 江の島灯台 神奈川県藤沢市（江の島）
- 平塚灯台 神奈川県平塚市須賀
- 日産本牧ふとう灯台 神奈川県横浜市（日産自動車本牧ふとう）
- 横浜マリンタワー灯台 神奈川県横浜市（横浜マリンタワー）

## 防波堤灯台
- 横浜金沢木材ふとう東防波堤灯台 京浜港横浜区（金沢木材ふとう東防波堤外端）
- 横浜南本牧ふ頭南防波堤灯台 京浜港横浜区（南防波堤外端）
- 横浜本牧砂利ふとう防波堤灯台 京浜港横浜区（本牧砂利ふとう防波堤外端)
- 横浜本牧防波堤灯台 京浜港横浜区（本牧防波堤外端）
- 横浜貯木場防波堤灯台 京浜港横浜区（貯木場防波堤北西端）
- 横浜大黒防波堤西灯台 京浜港横浜区（大黒防波堤西端）
- 横浜外防波堤南灯台 京浜港横浜区（南側外防波堤北端）
- 横浜外防波堤北灯台 京浜港横浜区（北側外防波堤南端）
- 横浜大黒防波堤東灯台 京浜港横浜区（大黒防波堤東端）
- 横浜北水堤灯台 京浜港横浜区（北水堤外端）
- 横浜大黒ふとう船だまり波除堤灯台 京浜港横浜区（大黒ふとう船だまり波除堤外端）
- 川崎東扇島防波堤西灯台 京浜港川崎区（東扇島防波堤西端）
- 川崎東扇島防波堤東灯台 京浜港川崎区（東扇島防波堤東端）
- 川崎南防波堤灯台 京浜港川崎区（南防波堤外端）
- 川崎北防波堤灯台 京浜港川崎区（北防波堤外端）
- 三崎港東口南防波堤灯台 神奈川県三崎港（東口南防波堤外端）
- 三崎港東口北防波堤灯台 神奈川県三崎港（東口北防波堤外端）
- 三崎港北防波堤灯台 神奈川県三崎港（北防波堤外端）
- 三崎港南防波堤灯台 神奈川県三崎港（南防波堤外端）
- 福浦港東防波堤灯台 神奈川県足柄下郡湯河原町（福浦港東防波堤外端）
- 真鶴港北防波堤灯台 神奈川県真鶴港（北防波堤外端）
- 金田港東防波堤灯台 神奈川県三浦市（東防波堤外端）
- 佐島港B防波堤灯台 神奈川県横須賀市（佐島港B防波堤外端）
- 長井港防波堤灯台 神奈川県横須賀市（長井港防波堤外端）
- 久里浜内防波堤灯台 神奈川県横須賀港（久里浜内防波堤外端）
- 小田原港2号防波堤灯台 神奈川県小田原市（小田原港2号防波堤外端）
- 小田原港1号防波堤灯台 神奈川県小田原市（小田原港1号防波堤外端）
- 小田原港新1号防波堤灯台 神奈川県小田原市（小田原港新1号防波堤外端）
- 小田原港新2号防波堤灯台 神奈川県小田原市（小田原港新2号防波堤外端）
- 横須賀港鴨居西防波堤灯台 神奈川県横須賀港第6区（鴨居西防波堤外端）
- 横須賀港走水防波堤灯台 神奈川県横須賀港（走水防波堤外端）
- 横須賀港走水物揚場防波堤灯台 神奈川県横須賀港第5区（走水物揚場防波堤外端）
- 横須賀港安浦一防波堤灯台 神奈川県横須賀港（安浦一防波堤外端）
- 横須賀港安浦二防波堤北灯台 神奈川県横須賀港（安浦二防波堤北端）
- 横須賀港平成2号防波堤北灯台 神奈川県横須賀港（平成2号防波堤北端）
- 横須賀港平成3号防波堤灯台 神奈川県横須賀港（平成3号防波堤外端）
- 葉山港A防波堤灯台 神奈川県三浦郡葉山町（葉山港A防波堤外端）
- 横須賀港西防波堤灯台 神奈川県横須賀港（西防波堤外端）
- 大磯港西防波堤灯台 神奈川県中郡大磯町（大磯港西防波堤外端）
- 腰越港防波堤灯台 神奈川県鎌倉市（腰越港防波堤外端）
- 茅ヶ崎港南防波堤灯台 神奈川県茅ヶ崎市（茅ヶ崎港南防波堤外端）
- 横須賀港東北防波堤東灯台 神奈川県横須賀港（東北防波堤東端）
- 横須賀港北東防波堤東灯台 神奈川県横須賀港（北東防波堤東端）
- 横須賀港東防波堤北灯台 神奈川県横須賀港（東防波堤北西端）

## 照射灯
- 安房埼神楽高根照射灯 神奈川県三浦市（安房埼灯台）

## 灯標
- 横須賀港久里浜沖仮設灯標 神奈川県横須賀港第7区（海獺島灯標の北西方約1.7キロメートル）
- 横浜港埠頭公社大黒A灯標 京浜港横浜区内（鶴見信号所の西南西方約630メートル）
- 横浜港埠頭公社大黒B灯標 京浜港横浜区内（鶴見信号所の西南西方約1.4キロメートル）
- 横浜港埠頭公社大黒C灯標 京浜港横浜区内（鶴見信号所の西南西方約1.7キロメートル）
- 横浜航路第1号灯標 京浜港横浜区内（横浜本牧防波堤灯台の南東方約900メートル）
- 横浜航路第2号灯標 京浜港横浜区（横浜本牧防波堤灯台の東方約1.2キロメートル）
- 横浜扇島南方東京ガスA灯標 京浜港横浜区内（横浜大黒防波堤東灯台の東方約1.1キロメートル）
- 横浜扇島南方東京ガスB灯標 京浜港横浜区内（横浜大黒防波堤東灯台の東北東方約950メートル）
- 横浜扇島南方東京ガスC灯標 京浜港横浜区内（横浜大黒防波堤東灯台の東北東方約850メートル）
- 横浜扇島南方東京ガスD灯標 京浜港横浜区内（横浜大黒防波堤東灯台の北東方約790メートル）
- 横浜扇島南方東京ガスE灯標 京浜港横浜区内（横浜大黒防波堤東灯台の北東方約950メートル）
- 横浜扇島南方東京ガスF灯標 京浜港横浜区内（横浜大黒防波堤東灯台の北東方約1.1キロメートル）
- 横浜扇島南方東京ガスG灯標 京浜港横浜区内（横浜大黒防波堤東灯台の北東方約1.3キロメートル）
- 横浜扇島南方東京ガスH灯標 京浜港横浜区内（横浜大黒防波堤東灯台の北東方約1.4キロメートル）
- 横浜扇島南方東京ガスI2灯標 京浜港横浜区内（横浜大黒防波堤東灯台の東北東方約1.6キロメートル）
- 横浜扇島南方東京ガスI3灯標 京浜港横浜区内（横浜大黒防波堤東灯台の東北東方約1.6キロメートル）
- 横浜扇島南方東京ガスI灯標 京浜港横浜区内（横浜大黒防波堤東灯台の東北東方約1.4キロメートル）
- 横浜扇島南方東京ガスI二灯標 京浜港横浜区内（横浜大黒防波堤東灯台の東北東方約1.6キロメートル）
- 横浜扇島南方東京ガスJ灯標 京浜港横浜区内（横浜大黒防波堤東灯台の東北東方約1.5キロメートル）
- 横浜扇島南方東京ガスK灯標 京浜港横浜区内（横浜大黒防波堤東灯台の東北東方約1.3キロメートル）
- 横浜扇島南方東京ガスK灯標 京浜港横浜区内（横浜大黒防波堤東灯台の東北東方約1.3キロメートル）
- 横浜扇島南方東京ガスL灯標 京浜港横浜区内（横浜大黒防波堤東灯台の東北東方約1.1キロメートル）
- 横浜蛸根海洋観測灯標 京浜港横浜区内（横浜金沢木材ふとう東防波堤灯台の東南東方約1.5キロメートル）
- 観音埼沖浦賀水道航路東方灯標 観音埼灯台（神奈川県横須賀市）の東南東方約4.2キロメートル
- 亀城礁灯標 神奈川県横須賀市（亀城礁）
- 佐島港口中根灯標 観音鼻（神奈川県横須賀市）の南南西方約630メートル
- 首都高横浜大黒第1号灯標 京浜港横浜区内（横浜外防波堤北灯台の北東方約94メートル）
- 首都高横浜大黒第2号灯標 京浜港横浜区内（横浜外防波堤北灯台の北東方約190メートル）
- 首都高横浜大黒第3号灯標 京浜港横浜区内（横浜外防波堤北灯台の北北西方約170メートル）
- 首都高横浜大黒第4号灯標 京浜港横浜区内（横浜外防波堤北灯台の北方約240メートル）
- 首都高横浜本牧第1号灯標 京浜港横浜区内（横浜外防波堤南灯台の南南西方約210メートル）
- 首都高横浜本牧第2号灯標 京浜港横浜区内（横浜外防波堤南灯台の南西方約130メートル）
- 首都高横浜本牧第3号灯標 京浜港横浜区内（横浜外防波堤南灯台の西南西方約280メートル）
- 首都高横浜本牧第4号灯標 京浜港横浜区内（横浜外防波堤南灯台の西方約210メートル）
- 首都高川崎東扇島A灯標 京浜港川崎区内（川崎南防波堤灯台の北方約230メートル）
- 首都高川崎東扇島B灯標 京浜港川崎区内（川崎南防波堤灯台の北西方約60メートル）
- 首都高川崎東扇島B灯標識 京浜港川崎区内（川崎南防波堤灯台の北西方約60メートル)
- 首都高川崎東扇島C灯標 京浜港川崎区内（川崎南防波堤灯台の西北西方約230メートル）
- 首都高川崎東扇島C灯標 京浜港川崎区内（川崎南防波堤灯台の西北西方約230メートル)
- 首都高川崎東扇島D灯標 京浜港川崎区内（川崎南防波堤灯台の西北西方約420メートル）
- 首都高川崎東扇島D灯標 京浜港川崎区内（川崎南防波堤灯台の西北西方約420メートル）
- 首都高川崎東扇島E灯標 京浜港川崎区内（川崎南防波堤灯台の西北西方約600メートル）
- 首都高川崎東扇島E灯標 京浜港川崎区内（川崎南防波堤灯台の西北西方約600メートル）
- 首都高川崎浮島A灯標 京浜港川崎区内（川崎南防波堤灯台の東北東方約380メートル）
- 首都高川崎浮島B灯標 京浜港川崎区内（川崎南防波堤灯台の北東方約180メートル）
- 首都高川崎浮島C灯標 京浜港川崎区内（川崎南防波堤灯台の北西方約290メートル）
- 首都高川崎浮島C灯標 京浜港川崎区内（川崎南防波堤灯台の北方約430メートル）
- 首都高川崎浮島D灯標 京浜港川崎区内（川崎南防波堤灯台の北北西方約430メートル）
- 首都高川崎浮島D灯標 京浜港川崎区内（川崎南防波堤灯台の北北西方約490メートル）
- 首都高川崎浮島E灯標 京浜港川崎区内（川崎南防波堤灯台の北西方約490メートル）
- 首都高川崎浮島F灯標 京浜港川崎区内（川崎南防波堤灯台の北東方約420メートル）
- 首都高多摩川A灯標 京浜港川崎区内（東京灯標の南南西方約5.7キロメートル）
- 首都高多摩川第1号灯標 京浜港川崎区内（東京灯標の南南西方約5.9キロメートル）
- 首都高鶴見航路橋扇島A灯標 京浜港横浜区内（鶴見灯台の南方約750メートル）
- 首都高鶴見航路橋扇島A灯標 京浜港横浜区内（鶴見灯台の南方約710メートル）
- 首都高鶴見航路橋扇島B灯標 京浜港横浜区内（鶴見灯台の南方約610メートル）
- 首都高鶴見航路橋扇島B灯標 京浜港横浜区内（鶴見灯台の南方約610メートル）
- 首都高鶴見航路橋扇島C灯標 京浜港横浜区内（鶴見灯台の南方約530メートル）
- 首都高鶴見航路橋扇島C灯標 京浜港横浜区内（鶴見灯台の南方約530メートル）
- 首都高鶴見航路橋扇島D灯標 京浜港横浜区内（鶴見灯台の南南東方約490メートル）
- 首都高鶴見航路橋扇島D灯標 京浜港横浜区内（鶴見灯台の南南東方約490メートル）
- 首都高鶴見航路橋扇島E灯標 京浜港横浜区内（鶴見灯台の南南東方約480メートル）
- 首都高鶴見航路橋扇島E灯標 京浜港横浜区内（鶴見灯台の南南東方約480メートル）
- 首都高鶴見航路橋扇島F灯標 京浜港横浜区内（鶴見灯台の南南東方約470メートル）
- 首都高鶴見航路橋扇島G灯標 京浜港横浜区内（鶴見灯台の南東方約720メートル）
- 首都高鶴見航路橋扇島H灯標 京浜港横浜区内（鶴見灯台の南南東方約720メートル）
- 首都高鶴見航路橋扇島I灯標 京浜港横浜区内（鶴見灯台の南南東方約720メートル）
- 首都高鶴見航路橋扇島I灯標 京浜港横浜区内（鶴見灯台の南南東方約690メートル）
- 首都高鶴見航路橋扇島J灯標 京浜港横浜区内（鶴見灯台の南南東方約730メートル）
- 首都高鶴見航路橋扇島J灯標 京浜港横浜区内（鶴見灯台の南南東方約690メートル）
- 首都高鶴見航路橋扇島K灯標 京浜港横浜区内（鶴見灯台の南方約770メートル）
- 首都高鶴見航路橋扇島K灯標 京浜港横浜区内（鶴見灯台の南方約720メートル）
- 首都高鶴見航路橋大黒A灯標 京浜港横浜区内（鶴見灯台の南南西方約960メートル）
- 首都高鶴見航路橋大黒B灯標 京浜港横浜区内（鶴見灯台の南南西方約800メートル）
- 首都高鶴見航路橋大黒C灯標 京浜港横浜区内（鶴見灯台の南南西方約840メートル）
- 首都高鶴見航路橋大黒D灯標 京浜港横浜区内（鶴見灯台の南南西方約930メートル）
- 首都高鶴見航路橋大黒D灯標 京浜港横浜区内（鶴見灯台の南南西方約930メートル）
- 首都高鶴見航路橋大黒E灯標 京浜港横浜区内（鶴見灯台の南南西方約970メートル）
- 首都高鶴見航路橋大黒F灯標 京浜港横浜区内（鶴見灯台の南南西方約1.0キロメートル）
- 首都高鶴見航路橋大黒F灯標 京浜港横浜区内（鶴見灯台の南南西方約1.0キロメートル）
- 首都高鶴見航路橋大黒H灯標 京浜港横浜区内（鶴見灯台の南南西方約1.2キロメートル）
- 首都高鶴見航路橋大黒H灯標 京浜港横浜区内（鶴見灯台の南南西方約1.1キロメートル）
- 首都高鶴見航路橋大黒I灯標 京浜港横浜区内（鶴見灯台の南南西方約1.1キロメートル）
- 首都高鶴見航路橋大黒J灯標 京浜港横浜区内（鶴見灯台の南南西方約1.1キロメートル）
- 首都高鶴見航路橋大黒J灯標 京浜港横浜区内（鶴見灯台の南南西方約1.0キロメートル）
- 首都高鶴見航路橋大黒K灯標 京浜港横浜区内（鶴見灯台の南南西方約990メートル）
- 川崎航路第1号灯標 京浜港川崎区（川崎北防波堤灯台の南東方約1.4キロメートル）
- 川崎航路第2号灯標 京浜港川崎区（川崎北防波堤灯台の東方約1.9キロメートル）
- 川崎東扇島D灯標 京浜港川崎区内（川崎南防波堤灯台の西北西方約490メートル）
- 川崎東扇島E灯標 京浜港川崎区内（川崎南防波堤灯台の西北西方約840メートル）
- 川崎浮島H灯標 京浜港川崎区（川崎北防波堤灯台の東方約1.8キロメートル）
- 川崎浮島I灯標 京浜港川崎区（川崎北防波堤灯台の東南東方約1.7キロメートル）
- 川崎浮島I灯標 京浜港川崎区内（川崎南防波堤灯台の東方約1.6キロメートル）
- 川崎浮島J灯標 京浜港川崎区（川崎北防波堤灯台の東南東方約1.5キロメートル）
- 川崎浮島K灯標 京浜港川崎区（川崎北防波堤灯台の東南東方約1.2キロメートル）
- 川崎浮島L灯標 京浜港川崎区（川崎北防波堤灯台の東南東方約1.0キロメートル）
- 第三海堡撤去工事A灯標 神奈川県横須賀市（第二海堡灯台の南南西方約2.1キロメートル）
- 第三海堡撤去工事B灯標 神奈川県横須賀市（第二海堡灯台の南方約2.4キロメートル）
- 第三海堡撤去工事C灯標 神奈川県横須賀市（第二海堡灯台の南方約2.7キロメートル）
- 第三海堡撤去工事D灯標 神奈川県横須賀市（第二海堡灯台の南方約3.0キロメートル）
- 第三海堡灯標 神奈川県横須賀市（第三海堡上）
- 鶴見第1号灯標 京浜港横浜区（鶴見信号所の南南東方約3.2キロメートル）
- 鶴見第2号灯標 京浜港横浜区（鶴見信号所の南南東方約3.1キロメートル）
- 東京湾アクアライン川崎浮島A灯標 京浜港川崎区（東京灯標の南南西方約6.3キロメートル）
- 東京湾アクアライン川崎浮島B灯標 京浜港川崎区（東京灯標の南南西方約6.3キロメートル）
- 東京湾アクアライン川崎浮島C灯標 京浜港川崎区内（東京灯標の南南西方約6.1キロメートル）
- 東京湾アクアライン川崎浮島D灯標 京浜港川崎区内（東京灯標の南南西方約6.1キロメートル）
- 東京湾横断道路川崎浮島A灯標 京浜港川崎区内（東京灯標の南南西方約6.3キロメートル）
- 東京湾横断道路川崎浮島B灯標 京浜港川崎区内（東京灯標の南南西方約6.3キロメートル）
- 東京湾横断道路川崎浮島C灯標 京浜港川崎区内（東京灯標の南南西方約6.1キロメートル）
- 東京湾横断道路川崎浮島D灯標 京浜港川崎区内（東京灯標の南南西方約6.1キロメートル）
- 東京湾横断道路浮島取付部A灯標 京浜港川崎区内（東京灯標の南南西方約6.7キロメートル）
- 東京湾横断道路浮島取付部C灯標 京浜港川崎区内（東京灯標の南南西方約6.7キロメートル）
- 東京湾横断道路浮島取付部C灯標位置 京浜港川崎区内（東京灯標の南南西方約6.7キロメートル）
- 東京湾横断道路浮島取付部D灯標 京浜港川崎区内（東京灯標の南南西方約6.7キロメートル）
- 東京湾横断道路浮島取付部E灯標 京浜港川崎区内（東京灯標の南南西方約6.6キロメートル）
- 東京湾横断道路浮島取付部F灯標 京浜港川崎区内（東京灯標の南南西方約5.9キロメートル）
- 東京湾横断道路浮島取付部G灯標 京浜港川崎区内（東京灯標の南南西方約5.9キロメートル）
- 東京湾横断道路浮島取付部H灯標 京浜港川崎区内（東京灯標の南南西方約5.8キロメートル）
- 東京湾横断道路浮島取付部I灯標 京浜港川崎区内（東京灯標の南南西方約6.0キロメートル）
- 東京湾横断道路浮島取付部J灯標 京浜港川崎区内（東京灯標の南南西方約6.0キロメートル）
- 東京湾横断道路浮島取付部L灯標 京浜港川崎区内（東京灯標の南南西方約6.2キロメートル）
- 東京湾横断道路浮島取付部M灯標 京浜港川崎区内（東京灯標の南南西方約6.1キロメートル）
- 東京湾横断道路浮島取付部N灯標 京浜港川崎区内（東京灯標の南南西方約6.3キロメートル）
- 東京湾横断道路浮島取付部O灯標 京浜港川崎区内（東京灯標の南南西方約6.5キロメートル）
- 東京湾横断道路浮島取付部O灯標 京浜港川崎区内（東京灯標の南南西方約6.5キロメートル）
- 東燃川崎扇島A灯標 京浜港川崎区内（川崎南防波堤灯台の東方約1.4キロメートル）
- 東燃川崎扇島A灯標 京浜港川崎区内（川崎南防波堤灯台の東方約1.3キロメートル）
- 東燃川崎扇島B灯標 京浜港川崎区内（川崎南防波堤灯台の東南東方約1.4キロメートル）
- 東燃川崎扇島B灯標 京浜港川崎区内（川崎南防波堤灯台の東南東方約1.4キロメートル）
- 東燃川崎扇島C灯標 京浜港川崎区内（川崎南防波堤灯台の東南東方約1.5キロメートル）
- 東燃川崎扇島C灯標 京浜港川崎区内（川崎南防波堤灯台の東南東方約1.5キロメートル）
- 東燃川崎扇島D灯標 京浜港川崎区内（川崎南防波堤灯台の東南東方約1.3キロメートル）
- 東燃川崎扇島D灯標 京浜港川崎区内（川崎南防波堤灯台の東南東方約1.1キロメートル）
- 東燃川崎扇島E灯標 京浜港川崎区内（川崎南防波堤灯台の東南東方約1.1キロメートル）
- 東燃川崎扇島F灯標 京浜港川崎区内（川崎南防波堤灯台の東方約840メートル）
- 東燃川崎扇島G灯標 京浜港川崎区内（川崎南防波堤灯台の東方約1.0キロメートル）
- 東燃川崎扇島H灯標 京浜港川崎区内（川崎南防波堤灯台の東方約1.2キロメートル）
- 東燃川崎東扇島D灯標 京浜港川崎区内（川崎南防波堤灯台の東方約1.2キロメートル）
- 東燃川崎東扇島E灯標 京浜港川崎区内（川崎南防波堤灯台の東方約1.1キロメートル）
- 東燃川崎東扇島F灯標 京浜港川崎区内（川崎南防波堤灯台の東方約860メートル）
- 東燃川崎東扇島G灯標 京浜港川崎区内（川崎南防波堤灯台の東方約730メートル）
- 東燃川崎浮島A灯標 京浜港川崎区内（川崎南防波堤灯台の東南東方約1.5キロメートル）
- 東燃川崎浮島B灯標 京浜港川崎区内（川崎南防波堤灯台の東南東方約1.3キロメートル）
- 東燃川崎浮島C灯標 京浜港内（川崎南防波堤灯台の東方約1.0キロメートル）
- 東燃川崎浮島D灯標 京浜港川崎区内（川崎南防波堤灯台の東方約1.1キロメートル)
- 東燃川崎浮島D灯標　 京浜港川崎区内（川崎南防波堤灯台の東方約1.0キロメートル）
- 東燃川崎浮島E灯標 京浜港川崎区内（川崎南防波堤灯台の東方約860メートル)
- 東燃川崎浮島E灯標 京浜港川崎区内（川崎南防波堤灯台の東方約1.0キロメートル）
- 東燃川崎浮島E灯標　 京浜港川崎区内（川崎南防波堤灯台の東方約790メートル）
- 東燃川崎浮島F灯標 京浜港川崎区内（川崎南防波堤灯台の東方約710メートル)
- 東燃川崎浮島F灯標 京浜港川崎区内（川崎南防波堤灯台の東方約860メートル）
- 東燃川崎浮島F灯標　 京浜港川崎区内（川崎南防波堤灯台の東北東方約640メートル）
- 東燃川崎浮島G灯標 京浜港川崎区内（川崎南防波堤灯台の東方約560メートル)
- 東燃川崎浮島H灯標 京浜港川崎区内（川崎南防波堤灯台の東方約1.3キロメートル）
- 東燃川崎浮島I灯標 京浜港川崎区内（川崎南防波堤灯台の東方約1.5キロメートル）

## 灯浮標
- 横浜根岸第1号灯浮標 京浜港横浜区内（横浜金沢木材ふとう東防波堤灯台の東方約2.2キロメートル）
- 横浜根岸第2号灯浮標 京浜港横浜区内（横浜金沢木材ふとう東防波堤灯台の東北東方約2.9キロメートル）
- 横浜根岸第3号灯浮標 京浜港横浜区内（横浜金沢木材ふとう東防波堤灯台の東北東方約1.8キロメートル）
- 横浜南本牧ふ頭A灯浮標 京浜港横浜区内（横浜金沢木材ふとう東防波堤灯台の北東方約2.8キロメートル）
- 横浜南本牧ふ頭B灯浮標 京浜港横浜区内（横浜金沢木材ふとう東防波堤灯台の北東方約3.0キロメートル）
- 横浜南本牧ふ頭C灯浮標 京浜港横浜区内（横浜金沢木材ふとう東防波堤灯台の北東方約3.2キロメートル）
- 横浜根岸日清オイリオ第1号浮標 京浜港横浜区（横浜金沢木材ふとう東防波堤灯台の北北西方約2.3キロメートル）
- 横浜根岸日清オイリオ第3号浮標 京浜港横浜区（横浜金沢木材ふとう東防波堤灯台の北西方約3.1キロメートル）
- 横浜根岸日清製油第1号浮標 京浜港横浜区内（横浜金沢木材ふとう東防波堤灯台の北北西方約2.3キロメートル）
- 横浜根岸日清製油第3号浮標 京浜港横浜区（横浜金沢木材ふとう東防波堤灯台の北西方約3.1キロメートル）
- 横浜根岸第5号灯浮標 京浜港横浜区（横浜金沢木材ふとう東防波堤灯台の北方約2.1キロメートル）
- 横浜南本牧ふ頭D灯浮標 京浜港横浜区内（横浜金沢木材ふとう東防波堤灯台の北東方約3.4キロメートル）
- 横浜南本牧ふ頭E灯浮標 京浜港横浜区（横浜金沢材木ふとう東防波堤灯台の北東方約3.3キロメートル）
- 横浜根岸東京瓦斯第2号浮標 京浜港横浜区内（横浜金沢木材ふとう東防波堤灯台の北北西方約2.8キロメートル）
- 横浜南本牧ふ頭東D灯浮標 京浜港横浜区内（横浜金沢木材ふとう東防波堤灯台の北東方約4.3キロメートル）
- 横浜根岸第7号灯浮標 京浜港横浜区内（横浜金沢木材ふとう東防波堤灯台の北北西方約2.9キロメートル）
- 横浜南本牧ふ頭東G灯浮標 京浜港横浜区（横浜金沢木材ふとう東防波堤灯台の北東方約3.6キロメートル）
- 横浜南本牧ふ頭東B灯浮標 京浜港横浜区内（横浜金沢木材ふとう東防波堤灯台の北東方約4.7キロメートル）
- 新日本石油精製根岸第2号浮標 京浜港横浜区（横浜金沢木材ふとう東防波堤灯台の北方約2.9キロメートル）
- 本牧沖灯浮標 京浜港横浜区内（横浜金沢木材ふとう東防波堤灯台の北東方約5.5キロメートル）
- 日産本牧ふとう前灯浮標 京浜港横浜区内（日産本牧ふとう灯台の東南東方約160メートル）
- 横浜航路第1号灯浮標 京浜港横浜区（横浜本牧防波堤灯台の南東方約900メートル）
- 横浜航路第2号灯浮標 京浜港横浜区内（横浜本牧防波堤灯台の東方約1.2キロメートル）
- 首都高横浜本牧J仮設灯浮標 京浜港横浜区内（横浜外防波堤南灯台の南南西方約230メートル）
- 首都高横浜本牧K仮設灯浮標 京浜湾横浜区内（横浜外防波堤南灯台の南方約180メートル）
- 首都高横浜本牧H仮設灯浮標 京浜港横浜区内（横浜外防波堤南灯台の西南西方約360メートル）
- 首都高横浜本牧L仮設灯浮標 京浜港横浜区内（横浜外防波堤南灯台の南方約150メートル）
- 首都高横浜本牧G仮設灯浮標 京浜港横浜区内（横浜外防波堤南灯台の西南西方約340メートル）
- 首都高横浜本牧F仮設灯浮標 京浜港横浜区内（横浜外防波堤南灯台の西方約320メートル）
- 首都高横浜本牧M仮設灯浮標 京浜港横浜区内（横浜外防波堤南灯台の東南東方約50メートル）
- 首都高横浜本牧A仮設灯浮標 京浜港横浜区内（横浜外防波堤南灯台の西北西方約30メートル）
- 首都高横浜本牧E仮設灯浮標 京浜港横浜区内（横浜外防波堤南灯台の西方約290メートル）
- 首都高横浜本牧B仮設灯浮標 京浜港横浜区内（横浜外防波堤南灯台の西北西方約180メートル）
- 首都高横浜本牧D仮設灯浮標 京浜港横浜区内（横浜外防波堤南灯台の西北西方約260メートル）
- 鶴見第1号灯浮標 京浜港横浜区内（鶴見信号所の南南東方約3.2キロメートル）
- 鶴見第2号灯浮標 京浜港横浜区内（鶴見信号所の南南東方約3.1キロメートル）
- 首都高横浜大黒A仮設灯浮標 京浜港横浜区内（横浜外防波堤北灯台の東南東方約25メートル）
- 首都高横浜大黒M仮設灯浮標 京浜港横浜区内（横浜外防波堤北灯台の東南東方約50メートル）
- 首都高横浜大黒B仮設灯浮標 京浜港横浜区内（横浜外防波堤北灯台の西北西方約150メートル）
- 首都高横浜大黒B仮設説灯浮標 京浜港横浜区内（横浜外防波堤北灯台の西北西方約220メートル）
- 首都高横浜大黒L仮設灯浮標 京浜港横浜区内（横浜外防波堤北灯台の北東方約120メートル）
- 首都高横浜大黒D仮設灯浮標 京浜港横浜区内（横浜外防波堤北灯台の西北西方約230メートル）
- 首都高横浜大黒K仮設灯浮標 京浜港横浜区内（横浜外防波堤北灯台の北東約160メートル）
- 首都高横浜大黒J仮設灯浮標 京浜港横浜区内（横浜外防波堤北灯台の北東方約200メートル）
- 首都高横浜大黒E仮設灯浮標 京浜港横浜区内（横浜外防波堤北灯台の北西方約260メートル）
- 首都高横浜大黒F仮設灯浮標 京浜港横浜区内（横浜外防波堤北灯台の北北西方約280メートル）
- 首都高横浜大黒G仮設灯浮標 京浜港横浜区内（横浜外防波堤北灯台の北北西方約300メートル）
- 首都高川崎浮島A1灯浮標 京浜港川崎区内（川崎南防波堤灯台の北東方約550メートル）
- 首都高川崎浮島A2灯浮標 京浜港川崎区内（川崎南防波堤灯台の北東方約420メートル）
- 首都高川崎浮島A2灯浮標 京浜港川崎区内（川崎南防波堤灯台の北東方約420メートル）
- 首都高川崎浮島西A灯浮標 京浜港川崎区内（川崎南防波堤灯台の北東方約800メートル）
- 首都高川崎浮島西B灯浮標 京浜港川崎区内（川崎南防波堤灯台の北東方約840メートル）
- 川崎沖波高観測灯浮標 川崎北防波堤灯台（神奈川県川崎市）の南東方約5.7キロメートル
- 横浜東水堤灯浮標 京浜港横浜区（横浜北水堤灯台の南方約400メートル）
- 神奈川第1号灯浮標 京浜港横浜区内（横浜北水堤灯台の東方約500メートル）
- 神奈川第3号灯浮標 京浜港横浜区（横浜北水堤灯台の北北東方約720メートル）
- 神奈川第5号灯浮標 京浜港横浜区（横浜北水堤灯台の北方約1.0キロメートル）
- 横浜瑞穂町地先灯浮標 京浜港横浜区（横浜北水堤灯台の北方約740メートル）
- 日本鋼管扇島第1号灯浮標 京浜港川崎区内（横浜大黒防波堤東灯台の東方約3.8キロメートル）
- 日本鋼管扇島第2号灯浮標 京浜港川崎区内（横浜大黒防波堤東灯台の東北東方約4.7キロメートル）
- JFEスチール扇島第1号灯浮標 京浜港川崎区（横浜大黒防波堤東灯台の東方約3.8キロメートル）
- JFEスチール扇島第2号灯浮標 京浜港川崎区（横浜大黒防波堤東灯台の東北東方約4.7キロメートル）
- 日本鋼管扇島第3号灯浮標 京浜港川崎区域内（横浜大黒防波堤東灯台の東北東方約4.0キロメートル）
- 日本鋼管扇島第4号灯浮標 京浜港川崎区内（横浜大黒防波堤東灯台の東北東方約4.4キロメートル)
- 日本鋼管扇島第6号灯浮標 京浜港川崎区内（川崎東扇島防波堤西灯台の西北西方約730メートル）
- JFEスチール扇島第3号灯浮標 京浜港川崎区（横浜大黒防波堤東灯台の東北東方約4.0キロメートル）
- JFEスチール扇島第4号灯浮標 京浜港川崎区（横浜大黒防波堤東灯台の東北東方約4.4キロメートル）
- JFEスチール扇島第6号灯浮標 京浜港川崎区（川崎東扇島防波堤西灯台の西北西方約730メートル）
- 鶴見第3号灯浮標 京浜港横浜区内（鶴見信号所の北北西方約520メートル）
- 鶴見第4号灯浮標 京浜港横浜区内（鶴見信号所の西北西方約90メートル）
- 東燃川崎東扇島沖P灯浮標 京浜津川崎区内（川崎南防波堤灯台の南方約2.8キロメートル）
- 東燃川崎東扇島沖Q灯浮標 京浜港川崎区内（川崎南防波堤灯台の南方約2.7キロメートル）
- 東燃川崎東扇島沖O灯浮標 京浜港川崎区内（川崎南防波堤灯台の南方約2.7キロメートル）
- 東燃川崎東扇島沖R灯浮標 京浜港川崎区内（川崎南防波堤灯台の南方約2.6キロメートル）
- 日本鋼管横浜末広浮標 京浜港横浜区（鶴見信号所の北西方約730メートル）
- 東燃川崎東扇島沖N灯浮標 京浜港川崎区内（川崎南防波堤灯台の南方約2.5キロメートル）
- 東燃川崎東扇島沖S灯浮標 京浜港川崎区内（川崎南防波堤灯台の南南東方約2.4キロメートル）
- ユニバーサル造船横浜末広浮標 京浜港横浜区（鶴見信号所の北西方約730メートル）
- 東燃川崎東扇島沖M灯浮標 京浜港川崎区内（川崎南防波堤灯台の南方約2.3キロメートル）
- 東燃川崎東扇島沖L灯浮標 京浜港川崎区内（川崎南防波堤灯台の南方約2.2キロメートル）
- 東燃川崎東扇島沖K灯浮標 京浜港川崎区内（川崎南防波堤灯台の南方約2.1キロメートル）
- 東燃川崎東扇島沖F灯浮標 京浜港川崎区内（川崎南防波堤灯台の南南東方約1.4キロメートル）
- 東燃川崎東扇島沖J灯浮標 京浜港川崎区内（川崎南防波堤灯台の南南東方約2.0キロメートル）
- 東燃川崎東扇島沖T灯浮標 京浜港川崎区内（川崎南防波堤灯台の南南東方約2.2キロメートル）
- 東燃川崎東扇島沖I灯浮標 京浜港川崎区内（川崎南防波堤灯台の南南東方約1.9キロメートル）
- 東燃川崎東扇島沖U灯浮標 京浜港川崎区内（川崎南防波堤灯台の南東方約2.2キロメートル）
- 東燃川崎東扇島沖A灯浮標 京浜港川崎区内（川崎南防波堤灯台の南南東方約2.0キロメートル）
- 東燃川崎東扇島沖G灯浮標 京浜港川崎区内（川崎南防波堤灯台の南南東方約1.9キロメートル）
- 東燃川崎東扇島沖H灯浮標 京浜港川崎区内（川崎南防波堤灯台の南南東方約1.9キロメートル）
- 東燃川崎東扇島沖V灯浮標 京浜港川崎区内（川崎南防波堤灯台の南南東方約2.0キロメートル）
- 東燃川崎東扇島沖B灯浮標 京浜港川崎区内（川崎南防波堤灯台の南東方約1.9キロメートル）
- 東燃川崎東扇島沖W灯浮標 京浜港川崎区内（川崎南防波堤灯台の南東方約1.9キロメートル）
- 東燃川崎東高島沖W灯浮標 京浜港川崎区内（川崎南防波堤灯台の南東方約2.0キロメートル）
- 東燃川崎東扇島沖C灯浮標 京浜港川崎区内（川崎南防波堤灯台の南東方約1.8キロメートル）
- 東燃川崎東扇島沖X灯浮標 京浜港川崎区内（川崎南防波堤灯台の南東方約1.8キロメートル）
- 東然川崎東扇島沖F灯浮標 京浜港川崎区内（川崎南防波堤灯台の南東方約1.5キロメートル）
- 東燃川崎東扇島沖D灯浮標 京浜港川崎区内（川崎南防波堤灯台の南東方約1.6キロメートル）
- 東燃川崎東扇島O灯浮標 京浜港川崎区内（川崎南防波堤灯台の南東方約1.8キロメートル）
- 川崎東扇島東灯浮標 京浜港川崎区内（川崎南防波堤灯台の南南東方約1.3キロメートル）
- 第三海堡撤去工事E灯浮標 神奈川県横須賀市（第二海堡灯台の南方約2.9キロメートル）
- 第三海堡撤去工事F灯浮標 神奈川県横須賀市（第二海堡灯台の南方約3.0キロメートル）
- 第三海堡撤去工事G灯浮標 神奈川県横須賀市（第二海堡灯台の南方約2.8キロメートル）
- 第三海堡撤去工事H灯浮標 神奈川県横須賀市（第二海堡灯台の南南西方約2.7キロメートル）
- 第三海堡撤去工事I灯浮標 神奈川県横須賀市（第二海堡灯台の南南西方約2.5キロメートル）
- 第三海堡撤去工事J灯浮標 神奈川県横須賀市（第二海堡灯台の南南西方約2.3キロメートル）
- 東燃川崎東扇島M灯浮標 京浜港川崎区内（川崎南防波堤灯台の南東方約1.7キロメートル）
- 東燃川崎東扇島N灯浮標 京浜港川崎区内（川崎南防波堤灯台の南東方約1.7キロメートル）
- 東燃川崎東扇島沖Y灯浮標 京浜港川崎区内（川崎南防波堤灯台の南東方約1.7キロメートル）
- 東燃川崎東扇島L灯浮標 京浜港川崎区内（川崎南防波堤灯台の南東方約1.4キロメートル）
- 東燃川崎東扇島沖E灯浮標 京浜港川崎区内（川崎南防波堤灯台の南東方約1.3キロメートル）
- 東燃川崎東扇島P灯浮標 京浜港川崎区内（川崎南防波堤灯台の南東方約1.6キロメートル）
- 東燃川崎東扇島K灯浮標 京浜港川崎区内（川崎南防波堤灯台の南東方約1.3キロメートル）
- 東燃川崎東扇島Q灯浮標 京浜港川崎区内（川崎南防波堤灯台の東南東方約1.5キロメートル）
- 東燃川崎東扇島J灯浮標 京浜港川崎区内（川崎南防波堤灯台の東南東方約1.1キロメートル）
- 川崎航路第1号灯浮標 京浜港川崎区内（川崎北防波堤灯台の南東方約1.4キロメートル）
- 東燃川崎東扇島A灯浮標 京浜港川崎区内（川崎南防波堤灯台の東南東方約1.4キロメートル）
- 東燃川崎東扇島B灯浮標 京浜港川崎区内（川崎南防波堤灯台の東南東方約1.3キロメートル）
- 東燃川崎東扇島I灯浮標 京浜港川崎区内（川崎南防波堤灯台の東南東方約980メートル）
- 東燃川崎東扇島C灯浮標 京浜港川崎区内（川崎南防波堤灯台の東方約1.2キロメートル）
- 東燃川崎東扇島H灯浮標 京浜港川崎区内（川崎南防波堤灯台の東南東方約900メートル）
- 東燃川崎東扇島E灯浮標 京浜港川崎区内（川崎南防波堤灯台の東方約1.1キロメートル）
- 東燃川崎浮島C灯浮標 京浜港川崎区内（川崎南防波堤灯台の東方約1.2キロメートル)
- 川崎浮島I浮標 京浜港川崎区内（川崎南防波堤灯台の東方約1.7キロメートル）
- 東燃川崎浮島G灯浮標 京浜港川崎区内（川崎南防波堤灯台の東方約1.1キロメートル）
- 川崎航路第3号灯浮標 京浜港川崎区内（川崎北防波堤灯台の南南西方約380メートル）
- 川崎航路第2号灯浮標 京浜港川崎区内（川崎北防波堤灯台の東方約1.9キロメートル）
- 川崎浮島H灯浮標 京浜港川崎区内（川崎北防波堤灯台の東方約1.8キロメートル）
- 東燃川崎浮島B灯浮標 京浜港川崎区内（川崎南防波堤灯台の東方約1.2キロメートル)
- 川崎浮島G灯浮標 京浜港川崎区内（川崎南防波堤灯台の東方約1.7キロメートル）
- 東燃川崎浮島H灯浮標 京浜港川崎区内（川崎南防波堤灯台の東方約770メートル）
- 川崎東扇島F灯浮標 京浜港川崎区内（川崎南防波堤灯台の西北西方約800メートル）
- 川崎東扇島F浮標 京浜港川崎区内（川崎南防波堤灯台の西北西方約800メートル）
- 川崎浮島M灯浮標 京浜港川崎区内（川崎北防波堤灯台の東南東方約960メートル）
- 東燃川崎浮島A2灯浮標 京浜港川崎区内（川崎南防波堤灯台の東方約1.1キロメートル)
- 東燃川崎浮島C灯浮標　 京浜港川崎区内（川崎南防波堤灯台の東方約1.1キロメートル）
- 京浜運河東灯浮標 京浜港川崎区内（川崎南防波堤灯台の西北西方約520メートル）
- 川崎浮島L灯浮標 京浜港川崎区内（川崎南防波堤灯台の東北東方約940メートル）
- 川崎浮島F灯浮標 京浜港川崎区内（川崎南防波堤灯台の東方約1.9キロメートル）
- 東燃川崎浮島I灯浮標 京浜港川崎区内（川崎南防波堤灯台の東北東方約700メートル）
- 川崎浮島N灯浮標 京浜港川崎区内（川崎北防波堤灯台の東方約670メートル）
- 東燃川崎浮島H灯浮標　 京浜港川崎区内（川崎南防波堤灯台の東北東方約600メートル）
- 川崎航路第4号灯浮標 京浜港川崎区内（川崎北防波堤灯台の南南西方約100メートル）
- 東燃川崎浮島A1灯浮標 京浜港川崎区内（川崎南防波堤灯台の東北東方約1.1キロメートル)
- 川崎浮島E灯浮標 京浜港川崎区内（川崎南防波堤灯台の東北東方約2.1キロメートル）
- 東燃川崎浮島J灯浮標 京浜港川崎区内（川崎南防波堤灯台の北東方約880メートル）
- 川崎浮島D灯浮標 京浜港川崎区内（川崎南防波堤灯台の東北東方約2.0キロメートル）
- 川崎浮島C灯浮標 京浜港川崎区内（川崎南防波堤灯台の東北東方約1.9キロメートル）
- 川崎浮島B灯浮標 京浜港川崎区内（川崎南防波堤灯台の東北東方約1.9キロメートル）
- 川崎浮島A灯浮標 京浜港川崎区内（川崎南防波堤灯台の東北東方約1.8キロメートル)
- 首都高多摩川第3号灯浮標 京浜港川崎区内（東京灯標の南南西方約5.5キロメートル）
- 首都高多摩川B灯浮標 京浜港川崎区内（東京灯標の南西方約5.7キロメートル）
- 多摩川口灯浮標 京浜港川崎区内（川崎北防波堤灯台の北東方約2.2キロメートル）
- 首都高多摩川A灯浮標 京浜港川崎区内（東京灯標の南南西方約5.6キロメートル）
- 首都高多摩川C灯浮標 京浜港川崎区内（東京灯標の南西方約5.7キロメートル）
- 首都高多摩川第4号灯浮標 京浜港川崎区内（東京灯標の南西方約5.7キロメートル）
- 首都高多摩川D灯浮標 京浜港川崎区内（東京灯標の南西方約5.8キロメートル）
- 首都高多摩川第6号灯浮標 京浜港川崎区内（東京灯標の南西方約5.7キロメートル）
- 首都高多摩川第5号灯浮標 京浜港川崎区内（東京灯標の南西方約5.6キロメートル）
- 首都高多摩川第7号灯浮標 京浜港川崎区内（東京灯標の南西方約5.7キロメートル）
- 首都高多摩川第8号灯浮標 京浜港川崎区内（東京灯標の南西方約5.7キロメートル）
- 首都高多摩川第10号灯浮標 京浜港川崎区内（東京灯標の南西方約5.8キロメートル）
- 首都高多摩川E灯浮標 京浜港川崎区内（東京灯標の南西方約5.8キロメートル）
- 首都高多摩川F灯浮標 京浜港川崎区内（東京灯標の南西方約5.1キロメートル）
- 城ヶ島南西沖浮魚礁灯浮標 城ヶ島灯台（神奈川県三浦市）の西南西方約7.7キロメートル
- 日本気象協会城ヶ島沖海洋実験灯浮標 城ヶ島灯台（神奈川県三浦市）の南南西方約2.5キロメートル
- 三崎港東口第1号灯浮標 神奈川県三崎港内（三崎港東口南防波堤灯台の東南東方約370メートル）
- 三崎港東口第2号灯浮標 神奈川県三崎港内（三崎港東口南防波堤灯台の北東方約200メートル）
- 三崎港東口第3号灯浮標 神奈川県三崎港内（三崎港東口南防波堤灯台の北西方約230メートル）
- 三崎港釜根灯浮標 神奈川県三崎港内（三崎港南防波堤灯台の北西方約270メートル）
- 相模網代埼沖灯浮標 諸磯埼灯台（神奈川県三浦市）の北北西方約1.9キロメートル
- 網代埼沖灯浮標 諸磯埼灯台（神奈川県三浦市）の北北西方約1.9キロメートル
- 笠島灯浮標 海獺島灯台（神奈川県横須賀市（海獺島））の東南東方約360メートル
- 浦賀水道航路第1号灯浮標 海獺島灯台（神奈川県横須賀市（海獺島））の東方約2.9キロメートル
- 浦賀水道航路第2号灯浮標 海獺島灯台（神奈川県横須賀市（海獺島））の東方約4.7キロメートル
- 浦賀水道航路中央第1号灯浮標 海獺島灯台（神奈川県横須賀市（海獺島））の東方約3.8キロメートル
- 東電久里浜第12号灯浮標 神奈川県横須賀港第7区内（海獺島灯台の西北西方約1.8キロメートル）
- 東電久里浜第8号灯浮標 神奈川県横須賀港第7区内（海獺島灯台の西北西方約1.8キロメートル）
- 東電久里浜第6号灯浮標 神奈川県横須賀港第7区内（海獺島灯台の北西方約1.8キロメートル）
- 東電久里浜第12号浮標 神奈川県横須賀港第7区（海獺島灯台の西北西方約1.8キロメートル）
- 東電久里浜第8号浮標 神奈川県横須賀港第7区（海獺島灯台の西北西方約1.8キロメートル）
- 東電久里浜第6号浮標 神奈川県横須賀港第7区（海獺島灯台の北西方約1.8キロメートル）
- 久里浜大津根灯浮標 神奈川県横須賀港第7区（海獺島灯標）の北北西方約1.1キロメートル
- 香山根灯浮標 神奈川県横須賀港第6区（観音埼灯台の南方約2.0キロメートル）
- 浦賀水道航路第3号灯浮標 観音埼灯台（神奈川県横須賀市）の東方約1.9キロメートル
- 浦賀水道航路第4号灯浮標 観音埼灯台（神奈川県横須賀市）の東方約3.7キロメートル
- 浦賀水道航路中央第2号灯浮標 観音埼灯台（神奈川県横須賀市）の東方約2.8キロメートル
- 横須賀港南第7号灯浮標 神奈川県横須賀港内（第三海堡灯標の西方約4.9キロメートル）
- 浦賀水道航路中央第3号灯浮標 観音埼灯台（神奈川県横須賀市）の東方約2.4キロメートル
- 横須賀港日の出第2号浮標 神奈川県横須賀港内（猿島南端の西南西方約1.4キロメートル）
- 横須賀港日の出第1号浮標 神奈川県横須賀港内（猿島南端の西南西方約1.4キロメートル）
- 横須賀港日の出第3号浮標 神奈川県横須賀港内（猿島南端の西南西方約1.5キロメートル）
- 横須賀港南第9号灯浮標 神奈川県横須賀港内（横須賀港西防波堤灯台の南南西方約950メートル）
- 横須賀港安浦第1号浮標 神奈川県横須賀港第5区（猿島南端の南南東方約780メートル）
- 横須賀港安浦第3号浮標 神奈川県横須賀港第5区（猿島南端の南南西方約400メートル）
- 横須賀港安浦第2号浮標 神奈川県横須賀港第5区（猿島南端の東南東方約740メートル）
- 横須賀港南第8号灯浮標 神奈川県横須賀港内（横須賀港西防波堤灯台の西南西方約570メートル）
- 横須賀港南第5号灯浮標 神奈川県横須賀港内（横須賀港西防波堤灯台の東南東方約360メートル）
- 横須賀港南第6号灯浮標 神奈川県横須賀港内（横須賀港西防波堤灯台の南南西方約100メートル）
- 横須賀港南第3号灯浮標 神奈川県横須賀港内（横須賀港西防波堤灯台の東北東方約700メートル）
- 横須賀港南第1号灯浮標 神奈川県横須賀港内（横須賀港西防波堤灯台の東北東方約1.4キロメートル）
- 横須賀港南第2号灯浮標 神奈川県横須賀港内（横須賀港西防波堤灯台の北北東方約1.3キロメートル）
- 横須賀港第7号灯浮標 神奈川県横須賀港内（横須賀港東北防波堤東灯台の南西方約2.3キロメートル）
- 横須賀港第8号灯浮標 神奈川県横須賀港内（横須賀港東北防波堤東灯台の南西方約2.4キロメートル）
- 横須賀港第6号灯浮標 神奈川県横須賀港内（横須賀港東北防波堤東灯台の南西方約2.2キロメートル）
- 横須賀港佐久根上端浮標 神奈川県横須賀港（横須賀港北東防波堤東灯台の南方約2.0キロメートル）
- 横須賀港日産自動車第2号灯浮標 神奈川県横須賀港内（横須賀港東北防波堤東灯台の西方約2.0キロメートル）
- 横須賀港日産自動車第4号灯浮標 神奈川県横須賀港内（横須賀港東北防波堤東灯台の西方約2.1キロメートル）
- 横須賀港大地ノ鼻灯浮標 神奈川県横須賀港内（大地ノ鼻の西北西方約130メートル）
- 横須賀港佐久根下端浮標 神奈川県横須賀港第3区（横須賀港北東防波堤東灯台の南南東方約1.9キロメートル）
- 横須賀港第5号灯浮標 神奈川県横須賀港第3区（横須賀港東北防波堤東灯台の南西方約2.0キロメートル）
- 横須賀港第1号灯浮標 神奈川県横須賀港第3区内（横須賀港東北防波堤東灯台の南東方約1.8キロメートル）
- 横須賀港新外箱崎浮標 神奈川県横須賀港第3区（新外箱崎の北端の東北東方約140メートル）
- 横須賀港沖ノ根灯浮標 神奈川県横須賀港内（横須賀港東北防波堤東灯台の北北東方約2.0キロメートル）

## 橋梁灯
- 横浜八景島マリンゲートブリッジ橋梁灯（L1灯） 横浜八景島マリンゲートブリッジ橋梁灯（C1灯）の南方約36メートル
- 横浜八景島マリンゲートブリッジ橋梁灯（L2灯） 横浜八景島マリンゲートブリッジ橋梁灯（C2灯）の南方約36メートル
- 横浜八景島マリンゲートブリッジ橋梁灯（P1灯） 横浜八景島マリンゲートブリッジ橋梁灯（C1灯）の南方約42メートル
- 横浜八景島マリンゲートブリッジ橋梁灯（P2灯） 横浜八景島マリンゲートブリッジ橋梁灯（C2灯）の南方約42メートル
- 横浜八景島マリンゲートブリッジ橋梁灯（C1灯） 京浜港横浜区内（横須賀港東防波堤灯台の北西方約1.9キロメートル）
- 横浜八景島マリンゲートブリッジ橋梁灯（C2灯） 京浜港横浜区内（横須賀港東防波堤灯台の北西方約2.0キロメートル）
- 横浜八景島マリンゲートブリッジ橋梁灯（P3灯） 横浜八景島マリンゲートブリッジ橋梁灯（C1灯）の北方約42メートル
- 横浜八景島マリンゲートブリッジ橋梁灯（P4灯） 横浜八景島マリンゲートブリッジ橋梁灯（C2灯）の北方約42メートル
- 横浜八景島マリンゲートブリッジ橋梁灯（R1灯） 横浜八景島マリンゲートブリッジ橋梁灯（C1灯）の北方約36メートル
- 横浜八景島マリンゲートブリッジ橋梁灯（R2灯） 横浜八景島マリンゲートブリッジ橋梁灯（C2灯）の北方約36メートル
- 横浜ベイブリッジ橋梁灯（P1灯） 横浜ベイブリッジ橋梁灯（C1灯）の南南西方約430メートル
- 横浜ベイブリッジ橋梁灯（P2灯） 横浜ベイブリッジ橋梁灯（C2灯）の南南西方約430メートル
- 横浜ベイブリッジ橋梁灯（P1灯） 横浜ベイブリッジ橋梁灯（C1灯）の南南西方約430メートル
- 横浜ベイブリッジ橋梁灯（P2灯） 横浜ベイブリッジ橋梁灯（C2灯）の南南西方約430メートル
- 横浜ベイブリッジ橋梁灯（P3灯） 横浜ベイブリッジ橋梁灯（C1灯）の南南西方約230メートル
- 横浜ベイブリッジ橋梁灯（L1灯） 横浜ベイブリッジ橋梁灯（C1灯）の南南西方約200メートル
- 横浜ベイブリッジ橋梁灯（P4灯） 横浜ベイブリッジ橋梁灯（C2灯）の南南西方約230メートル
- 横浜ベイブリッジ橋梁灯（L1灯） 横浜ベイブリッジ橋梁灯（C1灯）の南南西方約200メートル
- 横浜ベイブリッジ橋梁灯（P4灯） 横浜ベイブリッジ橋梁灯（C2灯）の南南西方約230メートル
- 横浜ベイブリッジ橋梁灯（L2灯） 横浜ベイブリッジ橋梁灯（C2灯）の南南西方約200メートル
- 横浜ベイブリッジ橋梁灯（L2灯） 横浜ベイブリッジ橋梁灯（C2灯）の南南西方約200メートル
- 横浜ベイブリッジ橋梁灯（C1灯） 京浜港横浜区内（横浜外防波堤北灯台の南西方約210メートル）
- 横浜ベイブリッジ橋梁灯（C2灯） 京浜港横浜区内（横浜外防波堤北灯台の南西方約220メートル）
- 横浜ベイブリッジ橋梁灯（C1灯） 京浜港横浜区内（横浜外防波堤北灯台の南西方約210メートル）
- 横浜ベイブリッジ橋梁灯（C2灯） 京浜港横浜区内（横浜外防波堤北灯台の南西方約220メートル）
- 横浜ベイブリッジ橋梁灯（R1灯） 横浜ベイブリッジ橋梁灯（C1灯）の北北東方約200メートル
- 横浜ベイブリッジ橋梁灯（R1灯） 横浜ベイブリッジ橋梁灯（C1灯）の北北東方約200メートル
- 横浜ベイブリッジ橋梁灯（P5灯） 横浜ベイブリッジ橋梁灯（C1灯）の北北東方約230メートル
- 横浜ベイブリッジ橋梁灯（R2灯） 横浜ベイブリッジ橋梁灯（C2灯）の北北東方約200メートル
- 横浜ベイブリッジ橋梁灯（P5灯） 横浜ベイブリッジ橋梁灯（C1灯）の北北東方約230メートル
- 横浜ベイブリッジ橋梁灯（R2灯） 横浜ベイブリッジ橋梁灯（C2灯）の北北東方約200メートル
- 横浜ベイブリッジ橋梁灯（P6灯） 横浜ベイブリッジ橋梁灯（C2灯）の北北東方約230メートル
- 横浜ベイブリッジ橋梁灯（P6灯） 横浜ベイブリッジ橋梁灯（C2灯）の北北東方約230メートル
- 横浜ベイブリッジ橋梁灯（P7灯） 横浜ベイブリッジ橋梁灯（C1灯）の北北東方約430メートル
- 横浜ベイブリッジ橋梁灯（P8灯） 横浜ベイブリッジ橋梁灯（C2灯）の北北東方約430メートル
- 横浜大黒大橋橋梁灯（L2灯） 横浜大黒大橋橋梁灯（C2灯）の南方約46メートル
- 横浜大黒大橋橋梁灯（C2灯） 京浜港横浜区内（横浜大黒ふとう船だまり波除堤灯台の北東方約760メートル）
- 横浜大黒大橋橋梁灯（L1灯） 横浜大黒大橋橋梁灯（C1灯）の南方約46メートル
- 横浜大黒大橋橋梁灯（C1灯） 京浜港横浜区内（横浜大黒ふとう船だまり波除堤灯台の北東方約810メートル）
- 横浜大黒大橋橋梁灯（L4灯） 横浜大黒大橋橋梁灯（C2灯）の北方約57メートル
- 横浜大黒大橋橋梁灯（R2灯） 横浜大黒大橋橋梁灯（C2灯）の北方約46メートル
- 横浜大黒大橋橋梁灯（L3灯） 横浜大黒大橋橋梁灯（C1灯）の北方約56メートル
- 横浜大黒大橋橋梁灯（R1灯） 横浜大黒大橋橋梁灯（C1灯）の北方約46メートル
- 横浜大黒大橋橋梁灯（R3灯） 横浜大黒大橋橋梁灯（C1灯）の北方約120メートル
- 横浜大黒大橋橋梁灯（R4灯） 横浜大黒大橋橋梁灯（C2灯）の北方約120メートル
- 鶴見つばさ橋橋梁灯（P1灯） 鶴見つばさ橋橋梁灯（C1灯）の西南西方約510メートル
- 鶴見つばさ橋橋梁灯（P2灯） 鶴見つばさ橋橋梁灯（C2灯）の西南西方約510メートル
- 鶴見つばさ橋橋梁灯（P3灯） 鶴見つばさ橋橋梁灯（C1灯）の西南西方約260メートル
- 鶴見つばさ橋橋梁灯（L1灯） 鶴見つばさ橋橋梁灯（C1灯）の西南西方約230メートル
- 鶴見つばさ橋橋梁灯（P4灯） 鶴見つばさ橋橋梁灯（C2灯）の西南西方約260メートル
- 鶴見つばさ橋橋梁灯（L2灯） 鶴見つばさ橋橋梁灯（C2灯）の西南西方約230メートル
- 鶴見つばさ橋橋梁灯（C1灯） 京浜港横浜区内（横浜大黒防波堤東灯台の北北西方約1.8キロメートル）
- 鶴見つばさ橋橋梁灯（C2灯） 京浜港横浜区内（横浜大黒防波堤東灯台の北北西方約1.9キロメートル）
- 鶴見つばさ橋橋梁灯（C2灯） 京浜港横浜区内（横浜大黒防波堤東灯台の北北西方約1.9キロメートル）
- 鶴見つばさ橋橋梁灯（P5灯） 鶴見つばさ橋橋梁灯（C1灯）の東北東方約260メートル
- 鶴見つばさ橋橋梁灯（R1灯） 鶴見つばさ橋橋梁灯（C1灯）の東北東方約230メートル
- 鶴見つばさ橋橋梁灯（P6灯） 鶴見つばさ橋橋梁灯（C2灯）の東北東方約260メートル
- 鶴見つばさ橋橋梁灯（R2灯） 鶴見つばさ橋橋梁灯（C2灯）の東北東方約230メートル
- 鶴見つばさ橋橋梁灯（P7灯） 鶴見つばさ橋橋梁灯（C1灯）の東北東方約510メートル
- 鶴見つばさ橋橋梁灯（P8灯） 鶴見つばさ橋橋梁灯（C2灯）の東北東方約510メートル
- 鶴見つばさ橋橋梁灯（C2灯） 京浜港横浜区（横浜大黒防波堤東灯台の北北西方約1.9キロメートル

## 橋梁標
- 横浜八景島マリンゲートブリッジ橋梁標（L1標） 横浜八景島マリンゲートブリッジ橋梁標（C1標）の南方約36メートル
- 横浜八景島マリンゲートブリッジ橋梁標（L2標） 横浜八景島マリンゲートブリッジ橋梁標（C2標）の南方約36メートル
- 横浜八景島マリンゲートブリッジ橋梁標（C1標） 京浜港横浜区内（横須賀港東防波堤灯台の北西方約1.9キロメートル）
- 横浜八景島マリンゲートブリッジ橋梁標（C2標） 京浜港横浜区内（横須賀港東防波堤灯台の北西方約2.0キロメートル）
- 横浜八景島マリンゲートブリッジ橋梁標（R1標） 横浜八景島マリンゲートブリッジ橋梁標（C1標）の北方約36メートル
- 横浜八景島マリンゲートブリッジ橋梁標（R2標） 横浜八景島マリンゲートブリッジ橋梁標（C2標）の北方約36メートル
- 横浜ベイブリッジ橋梁標（L1標） 横浜ベイブリッジ橋梁標（C1標）の南南西方約200メートル
- 横浜ベイブリッジ橋梁標（L1標） 横浜ベイブリッジ橋梁標（C1標）の南南西方約200メートル
- 横浜ベイブリッジ橋梁標（L2標） 横浜ベイブリッジ橋梁標（C2標）の南南西方約200メートル
- 横浜ベイブリッジ橋梁標（L2標） 横浜ベイブリッジ橋梁標（C2標）の南南西方約200メートル
- 横浜ベイブリッジ橋梁標（C1標） 京浜港横浜区内（横浜外防波堤北灯台の南西方約210メートル）
- 横浜ベイブリッジ橋梁標（C2標） 京浜港横浜区内（横浜外防波堤北灯台の南西方約220メートル
- 横浜ベイブリッジ橋梁標（C1標） 京浜港横浜区内（横浜外防波堤北灯台の南西方約210メートル）
- 横浜ベイブリッジ橋梁標（C2標） 京浜港横浜区内（横浜外防波堤北灯台の南西方約220メートル）
- 横浜ベイブリッジ橋梁標（R1標） 横浜ベイブリッジ橋梁標（C1標）の北北東方約200メートル
- 横浜ベイブリッジ橋梁標（R1標） 横浜ベイブリッジ橋梁標（C1標）の北北東方約200メートル
- 横浜ベイブリッジ橋梁標（R2標） 横浜ベイブリッジ橋梁標（C2標）の北北東方約200メートル
- 横浜ベイブリッジ橋梁標（R2標） 横浜ベイブリッジ橋梁標（C2標）の北北東方約200メートル
- 鶴見つばさ橋橋梁標（L1標） 鶴見つばさ橋橋梁標（C1標）の西南西方約230メートル
- 鶴見つばさ橋橋梁標（L2標） 鶴見つばさ橋橋梁標（C2標）の西南西方約230メートル
- 鶴見つばさ橋橋梁標（C1標） 京浜港横浜区内（横浜大黒防波堤東灯台の北北西方約1.8キロメートル）
- 鶴見つばさ橋橋梁標（C2標） 京浜港横浜区内（横浜大黒防波堤東灯台の北北西方約1.9キロメートル）
- 鶴見つばさ橋橋梁標（R1標） 鶴見つばさ橋橋梁標（C1標）の東北東方約230メートル
- 鶴見つばさ橋橋梁標（R2標） 鶴見つばさ橋橋梁標（C2標）の東北東方約230メートル

## シーバース灯
- 京浜横浜シーバース灯 京浜港横浜区内（鶴見信号所の南東方約3.7キロメートル）
- 京浜川崎シーバース灯 京浜港川崎区内（横浜大黒防波堤東灯台の東北東方約5.7キロメートル）
- 東燃ゼネラル石油扇島西シーバース灯 京浜港川崎区（川崎北防波堤灯台の南方約2.8キロメートル）
- 東燃扇島西シーバース灯 京浜港川崎区内（川崎南防波堤灯台の南方約2.4キロメートル）
- 東燃ゼネラル石油扇島東シーバース灯 京浜港川崎区（川崎北防波堤灯台の南南東方約2.6キロメートル）
- 東燃扇島シーバース灯 京浜港川崎区内（川崎南防波堤灯台の南南東方約2.2キロメートル）
- 東燃扇島東シーバース灯 京浜港川崎区内（川崎南防波堤灯台の南南東方約2.2キロメートル）
- 東燃浮島シーバース灯 京浜港川崎区（川崎北防波堤灯台の東方約900メートル）

## 導灯
- 日本鋼管扇島導灯（前灯） 京浜港川崎区（川崎東扇島防波堤西灯台の北西方約1.5キロメートル）
- 日本鋼管扇島導灯（後灯） 京浜港川崎区（前灯の北北西方約130メートル）
- 日通本牧ふとう導灯（前灯） 神奈川県横浜市（日通本牧ふとう）
- 日通本牧ふとう導灯（後灯） 神奈川県横浜市（前灯の西方200メートル）
- 住友重機械愛宕山導灯（前灯） 神奈川県横須賀市（愛宕山北山麓）
- 住友重機械愛宕山導灯（後灯） 神奈川県横須賀市（前灯の西北西方約21メートル）
- 浦賀愛宕山導灯（前灯） 神奈川県横須賀市（愛宕山北山麓）
- 浦賀愛宕山導灯（後灯） 神奈川県横須賀市（前灯の西北西方約21メートル）
- JFEスチール扇島導灯（前灯） 京浜港川崎区（川崎東扇島防波堤西灯台の北西方約1.5キロメートル）
- JFEスチール扇島導灯（後灯） 京浜港川崎区（前灯の北北西方約130メートル）

## 導標
- JXTGエネルギー根岸第1号導標（前標） 神奈川県横浜市（横浜金沢木材ふとう東防波堤灯台の北北西方約3.9キロメートル）
- JXTGエネルギー根岸第1号導標（後標） 神奈川県横浜市（前標の西北西方約43メートル）
- JXTGエネルギー根岸第2号導標（前標） 神奈川県横浜市（横浜金沢木材ふとう東防波堤灯台の北北西方約3.9キロメートル）
- JXTGエネルギー根岸第2号導標（後標） 神奈川県横浜市（前標の北西方約125メートル石油タンク側面）

## 灯柱
- 横浜安善町地先シェルルブリカンツジャパンA灯柱 京浜港横浜区（鶴見信号所の北東方約1.0キロメートル）
- 横浜安善町地先シェルルブリカンツジャパンB灯柱 京浜港横浜区（鶴見信号所の北東方約1.4キロメートル）
- 横須賀港海上自衛隊吉倉南桟橋灯柱 神奈川県横須賀港（海上自衛隊吉倉南桟橋外端）

## 施設灯
- 横浜本牧海づり施設A灯 京浜港横浜区内（横浜本牧防波堤灯台の南方約1.8キロメートル）
- 横浜本牧海づり施設B灯 京浜港横浜区内（横浜本牧防波堤灯台の南方約1.5キロメートル）
- 相模湾沖海洋肥沃化施設灯 城ケ島灯台（神奈川県三浦市）の西南西方約17.6キロメートル
- 観音埼南東方沖ボーリング櫓施設灯 観音埼灯台（神奈川県横須賀市）の南東方約1.6キロメートル
- 観音埼沖浦賀水道航路東方ボーリング権施設灯 観音埼灯台（神奈川県横須賀市）の東南東方約4.9キロメートル
- 観音埼沖浦賀水道航路東方ボーリング櫓施設灯 観音埼灯台（神奈川県横須賀市）の東南東方約4.9キロメートル
- 東京湾横断道路川崎浮島換気施設灯 神奈川県川崎市（東京灯標の南南西方約6.2キロメートル）

## その他
- 東京ガス扇島LNGパース灯 京浜港横浜区内（横浜大黒防波堤東灯台の東北東方約1.2キロメートル）
- 横浜南本牧ふ頭指向灯 京浜港横浜区（横浜金沢木材ふとう東防波堤灯台の北東方約3.6キロメートル）
- 東電扇島LNGバース灯 京浜港川崎区（東電扇島LNGバース中央）
- 東燃川崎東扇島O灯浮標 京浜港川崎区内（川崎南防波堤灯台の南東方約1.8キロメートル）
- 東京湾横断道路A掘削塔灯 京浜港川崎区内（東京灯標の南南西方約6.6キロメートル）
- 東京湾横断道路B側量台灯 京浜港川崎区内（東京灯標の南南西方約6.6キロメートル）
- 東京湾横断道路B測量台灯 京浜港川崎区内（東京灯標の南南西方約6.6キロメートル）
- 東京湾横断道路A掘削塔灯 京浜港川崎区内（東京灯標の南南西方約6.3キロメートル）
- 東京湾横断道路F掘削塔灯 京浜港川崎区内（東京灯標の南南西方約6.2キロメートル）
- 東京湾横断道路G掘削塔灯 京浜港川崎区内（東京灯標の南南西方約6.2キロメートル）
- 東京湾横断道路A測量台灯 京浜港川崎区内（東京灯標の南南西方約6.0キロメートル）
- 剱埼無線方位信号所 神奈川県三浦市（剱埼）
- 剱埼ディファレンシャルGPS局 神奈川県三浦市（剱埼）
- 浦賀水道航路南口無線方位信号所 海獺島灯台（神奈川県横須賀市（海獺島））の東方約3.8キロメートル（浦賀水道航路中央第1号灯浮標）
- 観音埼霧信号所 神奈川県横須賀市鴨居町観音埼
- 平塚沖波浪観測塔灯 大磯港西防波堤灯台（神奈川県中郡大磯町）の東方約2.4キロメートル
- 東京湾横断道路東扇島船舶通航信号所 神奈川県川崎市川崎区（東扇島）
- 東京湾アクアライン川崎浮島換気所灯 神奈川県川崎市（東京灯標の南南西方約6.2キロメートル）